# Đại Trạch
Đại Trạch là một xã thuộc huyện Bố Trạch, tỉnh Quảng Bình, Việt Nam.

## Địa lý
Xã Đại Trạch nằm ở phía đông nam huyện Bố Trạch, có vị trí địa lý:
- Phía nam giáp xã Nam Trạch
- Phía đông nam giáp xã Lý Trạch và xã Nhân Trạch
- Phía đông giáp Biển Đông
- Phía bắc giáp thị trấn Hoàn Lão
- Phía đông bắc giáp xã Trung Trạch
- Phía tây giáp xã Hòa Trạch.

Xã Đại Trạch có diện tích 24,84 km², dân số năm 2019 là 9.027 người, mật độ dân số đạt 363 người/km².
Đại Trạch có dòng sông Dinh hiền hòa tưới mát quanh năm. Phía đông có hồ nước Bàu Mía và cồn cát giáp Biển Đông với bề ngang khoảng 1 km.

## Hành chính
Xã Đại Trạch được chia thành 9 thôn: Đại Nam 1, Đại Nam 2, Đại Nam 3, Đại Nam 4, Đông Bắc, Lý Nhân, Phúc Tự Đông, Phúc Tự Tây, Phương Hạ.

## Kinh tế - xã hội
Đại Trạch là một xã nông thôn có kinh tế và đời sống xã hội rất phát triển, với các ngành kinh tế chính: Thương mại, dịch vụ, trồng lúa nước, trồng mía, làm trang trại, trồng thông lấy nhựa, nuôi lợn; làm gạch ngói ở thôn Đại Nam 2 và Đại Nam 3.
Trại cá giống Quảng Bình nằm ở thôn Phương Hạ, xã Đại Trạch cách đường Quốc lộ 1 khoảng 2 km về phía tây.
Chợ Đại Trạch nằm bên cạnh Quốc lộ 1 là một chợ tương đối lớn, là nơi giao thương, buôn bán, trao đổi hàng hóa của nhân dân trong xã và các vùng lân cận.
Trước đây, ở xã Đại Trạch từng có hai hợp tác xã sản xuất nông nghiệp là Hợp tác xã Đại Phương và Hợp tác xã Phúc Lý.

### Giáo dục
- Trường TH số 1 xã Đại Trạch
- Trường TH số 2 Đại Trạch
- Trường THCS xã Đại Trạch.

## Giao thông
Đường sắt Bắc - Nam và Quốc lộ 1 chạy qua địa phận xã Đại Trạch.
Ga xép là ga Phúc Tự.
Cầu đường bộ bắc qua sông Dinh là cầu Chánh Hòa.